# 윤함
윤함(尹咸, ? ~ ?)은 전한 말기의 관료로, 여남군 사람이다.

## 행적
아버지 윤경시에게서 적방진·방봉과 함께 《곡량전》·《좌전》을 배웠고, 관직이 대사농에 이르렀다.

## 출전
- 반고, 《한서》 권19하 백관공경표 下·권88 유림전

| 전임 손보 | 전한의 대사농 5년 ~ ? | 후임 (희화) 유흠 |